# Grosbois-lès-Tichey
Grosbois-lès-Tichey település Franciaországban, Côte-d’Or megyében. Lakosainak száma 69 fő (2022. január 1.). Grosbois-lès-Tichey Montagny-lès-Seurre, Bousselange, Lanthes és Pagny-le-Château községekkel határos.

## Népesség
A település népességének változása:
| Lakosok száma | 57   | 47   | 50   | 57   | 77   | 78   | 77   | 73   | 71   | 69   |
|               | 1968 | 1982 | 1990 | 2006 | 2013 | 2015 | 2017 | 2019 | 2020 | 2022 |